# Trogon curucui
Il trogone capoblu, togone corona blu o trogone testablu (Trogon curucui Linnaeus, 1766) è un uccello appartenente alla famiglia Trogonidae diffuso in America meridionale. 

## Descrizione
Il trogone testablu misura circa 24 cm di lunghezza. La specie presenta dimorfismo sessuale: il maschio ha una colorazione vivace con petto e ventre di colore rosso acceso, ali e coda scure barrate di bianco e testa, gola e dorso di colore blu-verde con riflessi iridescenti; la femmina ha invece un piumaggio meno vistoso. Le zampe sono piccole e il becco è robusto.

## Biologia
Si nutre di frutta e insetti, che cattura lanciandosi da un posatoio sul quale normalmente staziona anche per lungo tempo; una volta individuata una preda la ghermisce restando in volo stazionario, ritornando poi al posatoio. Frequenta i livelli medi e bassi della vegetazione. Il nido è rappresentato da una cavità in un tronco d'albero che può essere naturale, scavata da un picchio o dall'uccello stesso se il legno è in decomposizione, ma può essere anche in un nido di termiti.

## Distribuzione e habitat
Vive nelle foreste di pianura (comprese quelle secondarie) dell'America meridionale, con un areale molto vasto che si estende dal Brasile nordoccidentale e dalla Colombia fino al Perù, alla Bolivia, al Paraguay e all'Argentina nordorientale. La specie è stanziale.